# Monte La Caccia
Il Monte La Caccia sorge nei territori comunali di Belvedere Marittimo e Sant'Agata di Esaro (CS).
È l'ultimo monte dell'Appennino calabro-lucano e separa il centro urbano di Sant'Agata di Esaro  dalla costa tirrenica. Ha un'altezza pari a 1744 m e ha una formazione dolomitica simile a Montea. Grazie a queste caratteristiche ogni anno attira molto gli alpinisti del meridione a spingersi in un'avventura nello scalarlo.